# Rhododendron vinkii
Rhododendron vinkii är en ljungväxtart som beskrevs av Herman Otto Sleumer. Rhododendron vinkii ingår i släktet rododendron, och familjen ljungväxter. Inga underarter finns listade i Catalogue of Life.